# Copa de la UEFA de Fútbol Sala 2015-16
La Copa de la UEFA de fútbol sala 2015-16 es la trigésima edición del torneo europeo de Fútbol Sala y la decimoquinta bajo el actual formato de la Copa de la UEFA. El equipo kazajo Kairat Almaty es el vigente campeón del torneo.

## Equipos
Según su ranking, los equipos son distribuidos en tres rondas. Los equipos con menor ranking inician la competición en la ronda preliminar, por lo que deben superar más rondas. Los equipos con mayor ranking, empiezan la competición en la ronda élite, a solo un paso de la final a cuatro
| Ronda Élite     | Ronda Élite       | Ronda Élite             | Ronda Élite      |
| --------------- | ----------------- | ----------------------- | ---------------- |
| Kairat Almaty C | Inter Fútbol Sala | KMF Ekonomac Kragujevac | Tulpar Karagandy |

| Ronda Principal       | Ronda Principal     | Ronda Principal  | Ronda Principal    |
| --------------------- | ------------------- | ---------------- | ------------------ |
| APOEL Futsal          | Athina '90          | Baku United FC   | SL Benfica         |
| FK EP Chrudim         | KMN Dobovec         | FC Eindhoven     | Georgians Tbilisi  |
| Győri ETO FC          | Lidselmash Lida     | Lokomotiv Járkov | FK Nikars Riga     |
| Slov-Matic Bratislava | City'US Târgu Mureş | Ugra Yugorsk     | FC Grand Pro Varna |

| Ronda Preliminar       | Ronda Preliminar     | Ronda Preliminar       | Ronda Preliminar         |
| ---------------------- | -------------------- | ---------------------- | ------------------------ |
| ASUE                   | SK Augur             | ASA Ben Gurion         | Blue Magic               |
| Cardiff University     | FC Progress Chisinau | FC Differdange 03      | FC Encamp                |
| KF Flamurtari Vlorë    | JB Futsal Gentofte   | Göteborg Futsal Club   | Grorud                   |
| FP Halle-Gooik         | Hamburg Panthers     | FK Inkaras             | Istanbul Üniversitesi SK |
| Kremlin Bicêtre United | Lynx FC              | Mobulu Futsal UNI Bern | FC Nacional Zagreb       |
| Víkingur Ólafsvík      | Pescara              | FC Santos              | MNK Centar Sarajevo      |
| Sievi Futsal           | St Andrews FC        | Stella Rossa Wien      | Titograd                 |
| KMF Zelezarec Skopje   |                      |                        |                          |

NotaC Campeón de la edición 2014-15

## Resultados

### Ronda preliminar
En la ronda preliminar, los equipos con menor ranking pasan a disputar mini-torneos de tres o cuatro equipos que tienen lugar al inicio de la temporada. Cada mini-torneo lo acoge uno de los equipos que participa y cada conjunto juega ante los otros siendo el vencedor del grupo el que pasa a la siguiente ronda.

#### Grupo A
| Equipo                   | Pts | PJ | PG | PE | PP | GF | GC | Dif |
| ------------------------ | --- | -- | -- | -- | -- | -- | -- | --- |
| Kremlin Bicêtre United   | 9   | 3  | 3  | 0  | 0  | 12 | 1  | +11 |
| Stella Rossa Wien        | 6   | 3  | 2  | 0  | 1  | 7  | 5  | +2  |
| Istanbul Üniversitesi SK | 3   | 3  | 1  | 0  | 2  | 8  | 7  | +1  |
| FK Inkaras               | 0   | 3  | 0  | 0  | 3  | 3  | 17 | -14 |

| 25 de agosto de 2015 | Kremlin Bicêtre | 7 - 1 | Inkaras |  |  |

| 25 de agosto de 2015 | Stella Rossa | 3 - 2 | Istanbul Üniversitesi |  |  |

| 26 de agosto de 2015 | Istanbul Üniversitesi | 0 - 3 | Kremlin Bicêtre |  |  |

| 26 de agosto de 2015 | Stella Rossa | 4 - 1 | Inkaras |  |  |

| 28 de agosto de 2015 | Inkaras | 1 - 6 | Istanbul Üniversitesi |  |  |

| 28 de agosto de 2015 | Kremlin Bicêtre | 2 - 0 | Stella Rossa |  |  |

#### Grupo B
| Equipo             | Pts | PJ | PG | PE | PP | GF | GC | Dif |
| ------------------ | --- | -- | -- | -- | -- | -- | -- | --- |
| Pescara            | 9   | 3  | 3  | 0  | 0  | 18 | 0  | +18 |
| JB Futsal Gentofte | 4   | 3  | 1  | 1  | 1  | 8  | 10 | -2  |
| St Andrews FC      | 4   | 3  | 1  | 1  | 1  | 10 | 17 | -7  |
| FC Encamp          | 0   | 3  | 0  | 0  | 3  | 5  | 14 | -9  |

| 26 de agosto de 2015 | Pescara | 9 - 0 | St Andrews |  |  |

| 26 de agosto de 2015 | Encamp | 2 - 3 | Gentofte |  |  |

| 27 de agosto de 2015 | Gentofte | 0 - 3 | Pescara |  |  |

| 27 de agosto de 2015 | Encamp | 3 - 5 | St Andrews |  |  |

| 29 de agosto de 2015 | St Andrews | 5 - 5 | Gentofte |  |  |

| 29 de agosto de 2015 | Pescara | 6 - 0 | Encamp |  |  |

#### Grupo C
| Equipo             | Pts | PJ | PG | PE | PP | GF | GC | Dif |
| ------------------ | --- | -- | -- | -- | -- | -- | -- | --- |
| FC Nacional Zagreb | 9   | 3  | 3  | 0  | 0  | 30 | 1  | +29 |
| Titograd           | 6   | 3  | 2  | 0  | 1  | 9  | 6  | +3  |
| Blue Magic         | 3   | 3  | 1  | 0  | 2  | 3  | 21 | -18 |
| Cardiff University | 0   | 3  | 0  | 0  | 3  | 2  | 16 | -14 |

| 26 de agosto de 2015 | Nacional | 11 - 0 | Cardiff University |  |  |

| 26 de agosto de 2015 | Titograd | 5 - 1 | Blue Magic |  |  |

| 27 de agosto de 2015 | Blue Magic | 0 - 15 | Nacional |  |  |

| 27 de agosto de 2015 | Titograd | 3 - 1 | Cardiff University |  |  |

| 29 de agosto de 2015 | Cardiff University | 1 - 2 | Blue Magic |  |  |

| 29 de agosto de 2015 | Nacional | 4 - 1 | Titograd |  |  |

#### Grupo D
| Equipo       | Pts | PJ | PG | PE | PP | GF | GC | Dif |
| ------------ | --- | -- | -- | -- | -- | -- | -- | --- |
| Sievi Futsal | 9   | 3  | 3  | 0  | 0  | 21 | 6  | +15 |
| Grorud       | 4   | 3  | 1  | 1  | 1  | 12 | 11 | +1  |
| Lynx FC      | 4   | 3  | 1  | 1  | 1  | 14 | 16 | -2  |
| FC Santos    | 0   | 3  | 0  | 0  | 3  | 5  | 19 | -14 |

| 26 de agosto de 2015 | Grorud | 6 - 0 | Santos |  |  |

| 26 de agosto de 2015 | Linx | 3 - 8 | Sievi |  |  |

| 27 de agosto de 2015 | Sievi | 7 - 2 | Ground |  |  |

| 27 de agosto de 2015 | Linx | 7 - 4 | Santos |  |  |

| 29 de agosto de 2015 | Santos | 1 - 6 | Sievi |  |  |

| 29 de agosto de 2015 | Ground | 4 - 4 | Lynx |  |  |

#### Grupo E
| Equipo              | Pts | PJ | PG | PE | PP | GF | GC | Dif |
| ------------------- | --- | -- | -- | -- | -- | -- | -- | --- |
| Hamburg Panthers    | 9   | 3  | 3  | 0  | 0  | 14 | 5  | +9  |
| KF Flamurtari Vlorë | 6   | 3  | 2  | 0  | 1  | 8  | 6  | +2  |
| Víkingur Ólafsvík   | 3   | 3  | 1  | 0  | 2  | 12 | 15 | -3  |
| FC Differdange 03   | 0   | 3  | 0  | 0  | 3  | 9  | 17 | -8  |

| 25 de agosto de 2015 | Hamburg | 6 - 1 | Differdange |  |  |

| 25 de agosto de 2015 | Ólafsvík | 1 - 5 | Flamurtari |  |  |

| 26 de agosto de 2015 | Flamurtari | 0 - 3 | Hamburg |  |  |

| 26 de agosto de 2015 | Ólafsvík | 8 - 5 | Differdange |  |  |

| 28 de agosto de 2015 | Differdange | 2 - 3 | Flamurtari |  |  |

| 28 de agosto de 2015 | Hamburg | 5 - 3 | Ólafsvík |  |  |

#### Grupo F
| Equipo               | Pts | PJ | PG | PE | PP | GF | GC | Dif |
| -------------------- | --- | -- | -- | -- | -- | -- | -- | --- |
| KMF Zelezarec Skopje | 6   | 2  | 2  | 0  | 0  | 7  | 2  | +5  |
| ASA Ben Gurion       | 3   | 2  | 1  | 0  | 1  | 6  | 4  | +2  |
| SK Augur             | 0   | 2  | 0  | 0  | 2  | 1  | 8  | -7  |

| 27 de agosto de 2015 | Zelezarec | 4 - 0 | Augur |  |  |

| 28 de agosto de 2015 | Augur | 1 - 4 | Ben Gurion |  |  |

| 29 de agosto de 2015 | Ben Gurion | 2 - 3 | Zelezarec |  |  |

#### Grupo G
| Equipo               | Pts | PJ | PG | PE | PP | GF | GC | Dif |
| -------------------- | --- | -- | -- | -- | -- | -- | -- | --- |
| FP Halle-Gooik       | 6   | 2  | 2  | 0  | 0  | 14 | 1  | +13 |
| FC Progress Chisinau | 3   | 2  | 1  | 0  | 1  | 5  | 9  | -4  |
| ASUE                 | 0   | 2  | 0  | 0  | 2  | 1  | 10 | -9  |

| 27 de agosto de 2015 | Chisinau | 4 - 1 | ASUE |  |  |

| 28 de agosto de 2015 | ASUE | 0 - 6 | Halle-Gooik |  |  |

| 29 de agosto de 2015 | Halle-Gooik | 8 - 1 | Chisinau |  |  |

#### Grupo H
| Equipo                 | Pts | PJ | PG | PE | PP | GF | GC | Dif |
| ---------------------- | --- | -- | -- | -- | -- | -- | -- | --- |
| MNK Centar Sarajevo    | 6   | 2  | 2  | 0  | 0  | 24 | 3  | +21 |
| Göteborg Futsal Club   | 3   | 2  | 1  | 0  | 1  | 6  | 15 | -9  |
| Mobulu Futsal UNI Bern | 0   | 2  | 0  | 0  | 2  | 4  | 16 | -12 |

| 27 de agosto de 2015 | Mobulu | 2 - 5 | Göteborg |  |  |

| 28 de agosto de 2015 | Göteborg | 1 - 13 | Sarajevo |  |  |

| 29 de agosto de 2015 | Sarajevo | 11 - 2 | Mobulu |  |  |

### Ronda Principal
Los ganadores de la ronda preliminar se unen al resto de participantes excepto a los cuatro conjuntos con un mejor ranking, que entran en la siguiente ronda. Los clubes se dividen en seis grupos de cuatro y los mini-torneos vuelven a disputarse en una sede pero esta vez avanzan a la siguiente ronda los dos mejores de cada grupo.

#### Grupo 1
| Equipo                 | Pts | PJ | PG | PE | PP | GF | GC | Dif |
| ---------------------- | --- | -- | -- | -- | -- | -- | -- | --- |
| Ugra Yugorsk           | 9   | 3  | 3  | 0  | 0  | 28 | 5  | +23 |
| Kremlin Bicêtre United | 6   | 3  | 2  | 0  | 1  | 7  | 8  | -1  |
| Georgians Tbilisi      | 3   | 3  | 1  | 0  | 2  | 7  | 17 | -10 |
| APOEL Futsal           | 0   | 3  | 0  | 0  | 3  | 7  | 19 | -12 |

| 1 de octubre de 2015 | APOEL | 1 - 5 | Georgians Tbilisi |  |  |

| 1 de octubre de 2015 | Ugra | 5 - 0 | Kremlin Bicêtre |  |  |

| 2 de octubre de 2015 | Georgians Tbilisi | 2 - 13 | Ugra |  |  |

| 2 de octubre de 2015 | APOEL | 3 - 4 | Kremlin Bicêtre |  |  |

| 4 de octubre de 2015 | Kremlin Bicêtre | 3 - 0 | Georgians Tbilisi |  |  |

| 4 de octubre de 2015 | Ugra | 10 - 3 | APOEL |  |  |

#### Grupo 2
| Equipo              | Pts | PJ | PG | PE | PP | GF | GC | Dif |
| ------------------- | --- | -- | -- | -- | -- | -- | -- | --- |
| SL Benfica          | 9   | 3  | 3  | 0  | 0  | 23 | 5  | +18 |
| KMN Dobovec         | 6   | 3  | 2  | 0  | 1  | 13 | 10 | +3  |
| FC Grand Pro Varna  | 3   | 3  | 1  | 0  | 2  | 10 | 21 | -11 |
| MNK Centar Sarajevo | 0   | 3  | 0  | 0  | 3  | 9  | 19 | -10 |

| 30 de septiembre de 2015 | Benfica | 8 - 2 | Sarajevo |  |  |

| 30 de septiembre de 2015 | Dobovec | 7 - 2 | Varna |  |  |

| 1 de octubre de 2015 | Varna | 2 - 9 | Benfica |  |  |

| 1 de octubre de 2015 | Dobovec | 5 - 2 | Sarajevo |  |  |

| 3 de octubre de 2015 | Sarajevo | 5 - 6 | Varna |  |  |

| 3 de octubre de 2015 | Benfica | 6 - 1 | Dobovec |  |  |

#### Grupo 3
| Equipo              | Pts | PJ | PG | PE | PP | GF | GC | Dif |
| ------------------- | --- | -- | -- | -- | -- | -- | -- | --- |
| Pescara             | 9   | 3  | 3  | 0  | 0  | 24 | 4  | +20 |
| Lokomotiv Járkov    | 6   | 3  | 2  | 0  | 1  | 13 | 9  | +4  |
| City'US Târgu Mureş | 3   | 3  | 1  | 0  | 2  | 15 | 14 | +1  |
| Hamburg Panthers    | 0   | 3  | 0  | 0  | 3  | 2  | 27 | -25 |

| 30 de septiembre de 2015 | Lokomotiv | 7 - 1 | Hamburg |  |  |

| 30 de septiembre de 2015 | Târgu Mureş | 3 - 8 | Pescara |  |  |

| 1 de octubre de 2015 | Pescara | 5 - 1 | Lokomotiv |  |  |

| 1 de octubre de 2015 | Târgu Mureş | 9 - 1 | Hamburg |  |  |

| 3 de octubre de 2015 | Hamburg | 0 - 11 | Pescara |  |  |

| 3 de octubre de 2015 | Lokomotiv | 5 - 3 | Târgu Mureş |  |  |

#### Grupo 4
| Equipo                | Pts | PJ | PG | PE | PP | GF | GC | Dif |
| --------------------- | --- | -- | -- | -- | -- | -- | -- | --- |
| Slov-Matic Bratislava | 9   | 3  | 3  | 0  | 0  | 19 | 5  | +14 |
| KMF Zelezarec Skopje  | 6   | 3  | 2  | 0  | 1  | 15 | 13 | +2  |
| Sievi Futsal          | 3   | 3  | 1  | 0  | 2  | 11 | 15 | -4  |
| FC Eindhoven          | 0   | 3  | 0  | 0  | 3  | 7  | 19 | -12 |

| 30 de septiembre de 2015 | Eindhoven | 3 - 5 | Sievi |  |  |

| 30 de septiembre de 2015 | Slov-Matic | 5 - 3 | Zelezarec |  |  |

| 1 de octubre de 2015 | Zelezarec | 6 - 3 | Eindhoven |  |  |

| 1 de octubre de 2015 | Slov-Matic | 6 - 1 | Sievi |  |  |

| 3 de octubre de 2015 | Sievi | 5 - 6 | Zelezarec |  |  |

| 3 de octubre de 2015 | Eindhoven | 1 - 8 | Slov-Matic |  |  |

#### Grupo 5
| Equipo         | Pts | PJ | PG | PE | PP | GF | GC | Dif |
| -------------- | --- | -- | -- | -- | -- | -- | -- | --- |
| FK EP Chrudim  | 6   | 3  | 2  | 0  | 1  | 13 | 6  | +7  |
| FP Halle-Gooik | 0   | 2  | 0  | 1  | 16 | 9  | 7  | +6  |
| FK Nikars Riga | 0   | 3  | 2  | 0  | 1  | 12 | 10 | +2  |
| Athina '90     | 0   | 3  | 0  | 0  | 3  | 2  | 18 | -16 |

| 1 de octubre de 2015 | Chrudim | 2 - 4 | Halle-Gooik |  |  |

| 1 de octubre de 2015 | Nikars | 4 - 1 | Athina '90 |  |  |

| 2 de octubre de 2015 | Athina '90 | 0 - 6 | Chrudim |  |  |

| 2 de octubre de 2015 | Nikars | 6 - 4 | Halle-Gooik |  |  |

| 4 de octubre de 2015 | Halle-Gooik | 8 - 1 | Athina '90 |  |  |

| 4 de octubre de 2015 | Chrudim | 5 - 2 | Nikars |  |  |

#### Grupo 6
| Equipo             | Pts | PJ | PG | PE | PP | GF | GC | Dif |
| ------------------ | --- | -- | -- | -- | -- | -- | -- | --- |
| Lidselmash Lida    | 9   | 3  | 3  | 0  | 0  | 9  | 5  | +4  |
| Győri ETO FC       | 6   | 3  | 2  | 0  | 1  | 13 | 9  | +4  |
| FC Nacional Zagreb | 3   | 3  | 1  | 0  | 2  | 9  | 10 | -1  |
| Baku United FC     | 0   | 3  | 0  | 0  | 3  | 7  | 14 | -7  |

| 29 de septiembre de 2015 | Baku United | 4 - 5 | Nacional |  |  |

| 29 de septiembre de 2015 | Győri | 3 - 4 | Lidselmash |  |  |

| 30 de septiembre de 2015 | Lidselmash | 4 - 2 | Baku United |  |  |

| 30 de septiembre de 2015 | Győri | 5 - 4 | Nacional |  |  |

| 2 de octubre de 2015 | Nacional | 0 - 1 | Lidselmash |  |  |

| 2 de octubre de 2015 | Baku United | 1 - 5 | Győri |  |  |

### Ronda élite
En la ronda éliote, los 12 equipos que provienen de la ronda principal se unen a los cuatro cabeza de serie y se forman cuatro grupos de cuatro equipos. Los ganadores de los mini-torneos, que se disputan en otoño, pasan a la fase final.

#### Grupo A
| Equipo                 | Pts | PJ | PG | PE | PP | GF | GC | Dif |
| ---------------------- | --- | -- | -- | -- | -- | -- | -- | --- |
| Inter Fútbol Sala      | 9   | 3  | 3  | 0  | 0  | 22 | 4  | +18 |
| Lidselmash Lida        | 6   | 3  | 2  | 0  | 1  | 13 | 8  | +5  |
| KMN Dobovec            | 3   | 3  | 1  | 0  | 2  | 4  | 16 | -12 |
| Kremlin Bicêtre United | 0   | 3  | 0  | 0  | 3  | 5  | 16 | -11 |

| 12 de noviembre de 2015 | Lidselmash | 4 - 2 | Kremlin Bicêtre |  |  |

| 12 de noviembre de 2015 | Inter | 8 - 0 | Dobovec |  |  |

| 13 de noviembre de 2015 | Dobovec | 2 - 7 | Lidselmash |  |  |

| 13 de noviembre de 2015 | Inter | 10 - 2 | Kremlin Bicêtre |  |  |

| 15 de noviembre de 2015 | Kremlin Bicêtre | 1 - 2 | Dobovec |  |  |

| 15 de noviembre de 2015 | Lidselmash | 2 - 4 | Inter |  |  |

#### Grupo B
| Equipo               | Pts | PJ | PG | PE | PP | GF | GC | Dif |
| -------------------- | --- | -- | -- | -- | -- | -- | -- | --- |
| Pescara              | 9   | 3  | 3  | 0  | 0  | 10 | 2  | +8  |
| KMF Zelezarec Skopje | 6   | 3  | 2  | 0  | 1  | 10 | 6  | +4  |
| Tulpar Karagandy     | 1   | 3  | 0  | 1  | 2  | 6  | 12 | -6  |
| FP Halle-Gooik       | 0   | 3  | 0  | 1  | 2  | 4  | 10 | -6  |

| 11 de noviembre de 2015 | Tulpar | 2 - 2 | Halle-Gooik |  |  |

| 11 de noviembre de 2015 | Pescara | 2 - 0 | Zelezarec |  |  |

| 12 de noviembre de 2015 | Zelezarec | 6 - 4 | Tulpar |  |  |

| 12 de noviembre de 2015 | Pescara | 4 - 2 | Halle-Gooik |  |  |

| 14 de noviembre de 2015 | Halle-Gooik | 0 - 4 | Zelezarec |  |  |

| 14 de noviembre de 2015 | Tulpar | 0 - 4 | Pescara |  |  |

#### Grupo C
| Equipo        | Pts | PJ | PG | PE | PP | GF | GC | Dif |
| ------------- | --- | -- | -- | -- | -- | -- | -- | --- |
| Ugra Yugorsk  | 9   | 3  | 3  | 0  | 0  | 16 | 4  | +12 |
| Kairat Almaty | 6   | 3  | 2  | 0  | 1  | 11 | 10 | +1  |
| Győri ETO FC  | 1   | 3  | 0  | 1  | 2  | 9  | 13 | -4  |
| FK EP Chrudim | 1   | 3  | 0  | 1  | 2  | 4  | 13 | -9  |

| 10 de noviembre de 2015 | Kairat | 2 - 5 | Ugra |  |  |

| 10 de noviembre de 2015 | Győri | 3 - 3 | Chrudim |  |  |

| 11 de noviembre de 2015 | Chrudim | 1 - 4 | Kairat |  |  |

| 11 de noviembre de 2015 | Győri | 2 - 5 | Ugra |  |  |

| 13 de noviembre de 2015 | Ugra | 6 - 0 | Chrudim |  |  |

| 13 de noviembre de 2015 | Kairat | 5 - 4 | Győri |  |  |

#### Grupo D
| Equipo                | Pts | PJ | PG | PE | PP | GF | GC | Dif |
| --------------------- | --- | -- | -- | -- | -- | -- | -- | --- |
| SL Benfica            | 6   | 3  | 2  | 0  | 1  | 9  | 5  | +4  |
| Lokomotiv Járkov      | 6   | 3  | 2  | 0  | 1  | 8  | 3  | +5  |
| Slov-Matic Bratislava | 4   | 3  | 1  | 1  | 1  | 7  | 8  | -1  |
| KMF Zelezarec Skopje  | 1   | 3  | 0  | 1  | 2  | 3  | 11 | -8  |

| 10 de noviembre de 2015 | Ekonomac | 0 - 3 | Benfica |  |  |

| 10 de noviembre de 2015 | Slov-Matic | 0 - 2 | Lokomotiv |  |  |

| 11 de noviembre de 2015 | Lokomotiv | 6 - 1 | Ekonomac |  |  |

| 11 de noviembre de 2015 | Slov-Matic | 5 - 4 | Benfica |  |  |

| 13 de noviembre de 2015 | Benfica | 2 - 0 | Lokomotiv |  |  |

| 13 de noviembre de 2015 | Ekonomac | 2 - 2 | Slov-Matic |  |  |

### Fase final
Los cuatro clasificados juegan la fase final durante un fin de semana del mes de abril y la sede es escogida entre los participantes en dicha fase. El torneo se juega en formato eliminatorio con las semifinales dos días antes de la final y el partido por el tercer puesto. Si el partido por el tercer y cuarto puesto acaba en empate tras los 40 minutos se irá directamente a los penaltis. En el resto de los partidos, se jugarán diez minutos de prórroga.

#### Cuadro de Competición
|  | Semifinales                | Semifinales                |   |                            | Final                      | Final |  |
|  |                            |                            |   |                            |                            |       |  |
|  |                            |                            |   |                            |                            |       |  |
|  | 22 de abril de 2016, 17:30 |                            |   |                            |                            |       |  |
|  | Ugra Yugorsk               | 4 (3)                      |   |                            |                            |       |  |
|  | SL Benfica                 | 4 (2)                      |   |                            |                            |       |  |
|  |                            |                            |   |                            |                            |       |  |
|  |                            |                            |   |                            | 24 de abril de 2016, 20:30 |       |  |
|  |                            |                            |   |                            | Ugra Yugorsk               | 4     |  |
|  |                            | Inter Fútbol Sala          | 3 |                            |                            |       |  |
|  |                            |                            |   |                            |                            |       |  |
|  |                            |                            |   |                            |                            |       |  |
|  |                            |                            |   |                            | Tercer lugar               |       |  |
|  | 22 de abril de 2016, 20:30 | 22 de abril de 2016, 20:30 |   | 24 de abril de 2016, 18:30 | 24 de abril de 2016, 18:30 |       |  |
|  | Pescara                    | 2                          |   | SL Benfica                 | 2 (2)                      |       |  |
|  | Inter Fútbol Sala          | 4                          |   |                            | Pescara                    | 2 (0) |  |

#### Semifinales
| 22 de abril de 2016, 17:30 | Ugra Yugorsk                                                              | 4:4 (1:1,0:0) (t. s.)(3:2 p.) | SL Benfica                                                          | Palacio Multiusos, Guadalajara                                       |                                                                      |
|                            | - 20:33' Liskov - 29:34' Signev - 31:15' Afanasyev - 01:36' (t.s.) Katata | Reporte                       | - Chaguinha 14:13' - Patias 31:04' 00:13' (t.s.) - Jefferson 37:29' | Asistencia: 0 espectadores Árbitro(s): Pascal Lemal Cédric Pelissier | Asistencia: 0 espectadores Árbitro(s): Pascal Lemal Cédric Pelissier |
|                            |                                                                           | Tiros desde el punto penal    |                                                                     |                                                                      |                                                                      |
|                            | - Marcênio - Shayakhmetov - Robinho                                       |                               | - Patias - Wilhelm - Henmi                                          |                                                                      |                                                                      |

| 22 de abril de 2016, 20:30 | Pescara                      | 2:4     | Inter Fútbol Sala                                                       | Palacio Multiusos, Guadalajara        |                                       |
|                            | - 5:48' Canal - 37:15' Salas | Reporte | - Ricardinho 8:08' - Cardinal 11:33' - Rafael 20:ː33' - Rivillos 39:53' | Árbitro(s): Saša Tomić Bogdan Sorescu | Árbitro(s): Saša Tomić Bogdan Sorescu |

#### 3.ery 4.º Puesto
| 24 de abril de 2016, 18:30 | SL Benfica                | 2:2 (2:0 p.)               | Pescara                       | Palacio Multiusos, Guadalajara            |                                           |
|                            | 33:53' Ré · 38:45' Coelho | Reporte                    | Canal 19:08' · Borruto 20:22' | Árbitro(s): Cédric Pelissier Pascal Lemal | Árbitro(s): Cédric Pelissier Pascal Lemal |
|                            |                           | Tiros desde el punto penal |                               |                                           |                                           |
|                            | Patias · Coelho           |                            | Nicolodi · Ercolessi          |                                           |                                           |

#### Final
| 24 de abril de 2016, 20:30 | Ugra Yugorsk                                             | 4:3     | Inter Fútbol Sala                               | Palacio Multiusos, Guadalajara        |                                       |
|                            | 5:16' 37:58' Afanasyev · 17:15' Marcênio · 39:05' Katata | Reporte | Cardinal 5:44' · Pola 13:07' · Shiroishi 39:16' | Árbitro(s): Bogdan Sorescu Saša Tomić | Árbitro(s): Bogdan Sorescu Saša Tomić |

| Bandera de Rusia |
| Campeón          |
| Ugra Yugorsk     |